# Valentin Heider

Valentin Heider in Anselm van Hulle: Les hommes illustres qui ont vécu dans le XVII. siecle: les principaux potentats.., 1717.

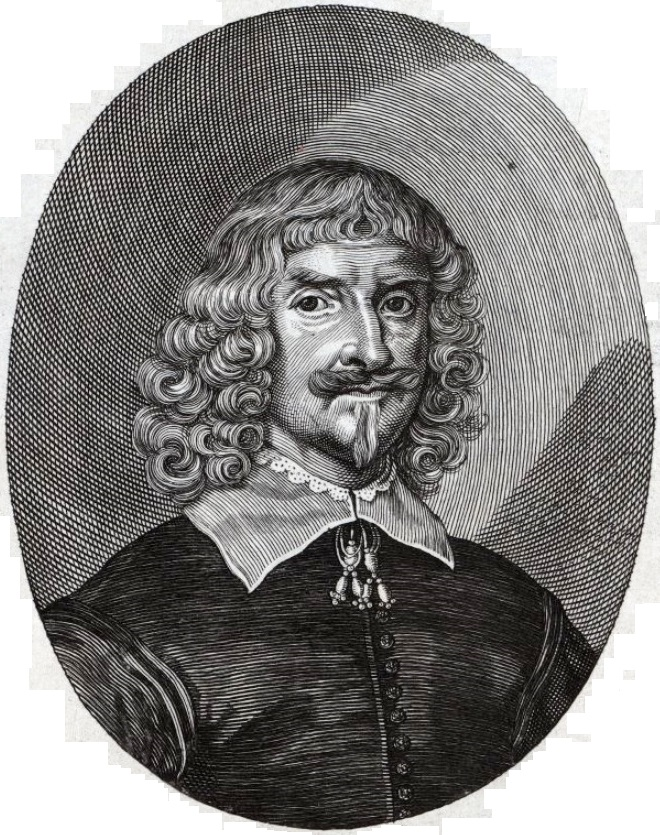
Valentin Heider

Valentin Heider (* 25. März 1605 in Lindau; † 28. November 1664 ebenda) war ein deutscher Jurist und Lindauer Ratsherr. Er vertrat die Interessen der Reichsstädte Schwabens beim Westfälischen Friedensschluss.

## Leben
Valentin Heider entstammte dem Lindauer Zweig des Patriziergeschlechts der Heider und wurde als zweites von elf Kindern des Lindauer Ratssyndikus Daniel Heider geboren. Als Sohn dieses angesehenen Ratsherrn wurde ihm eine umfassende Bildung zuteil: Zunächst besuchte er die Lateinschule in Kempten. Nach einem fünfjährigen Studium der Rechtswissenschaften in Straßburg und Tübingen wurde er 1627 in Altdorf promoviert. Darauf folgten Studienreisen nach Frankreich und Wien.
Von 1634 an trat er als Syndikus für die Interessen seiner reichsstädtischen Heimatstadt ein; in dieser Aufgabe wurde er nach Wien, Regensburg, sowie nach Nürnberg und auf die Schwäbischen Kreistage gesandt. Beim Westfälischen Friedensschluss vertrat er die Interessen der protestantischen schwäbischen Städte, darunter Kempten und Memmingen, und als württembergischer Gesandter ebenfalls die des Herzogs von Württemberg. Er bewahrte so unter anderem die Unabhängigkeit Lindaus als Reichsstadt. Heider betätigte sich anders als sein Vater nicht als Verfasser von juristischer Fachliteratur, sondern widmete sich weiterhin der Politik.
Heider gilt als Stifter des Lindauer Kinderfests, das er in seiner Funktion als Schulratspräsident 1655 begründete. In Anerkennung seines Verdiensts um den gesamten deutschen Protestantismus, besonders um seine Vaterstadt, schenkte ihm die Stadt Lindau das Gut Lärche, das ihm als Wohnsitz diente. Als geachteter Patrizier verstarb Valentin Heider im Alter von 59 Jahren in seiner Heimatstadt. Die in seiner Leichenpredigt beschriebenen Symptome deuten auf eine Erkrankung an Magenkrebs hin.
1991 wurde das Valentin-Heider-Gymnasium in Lindau nach ihm benannt.

### Familie

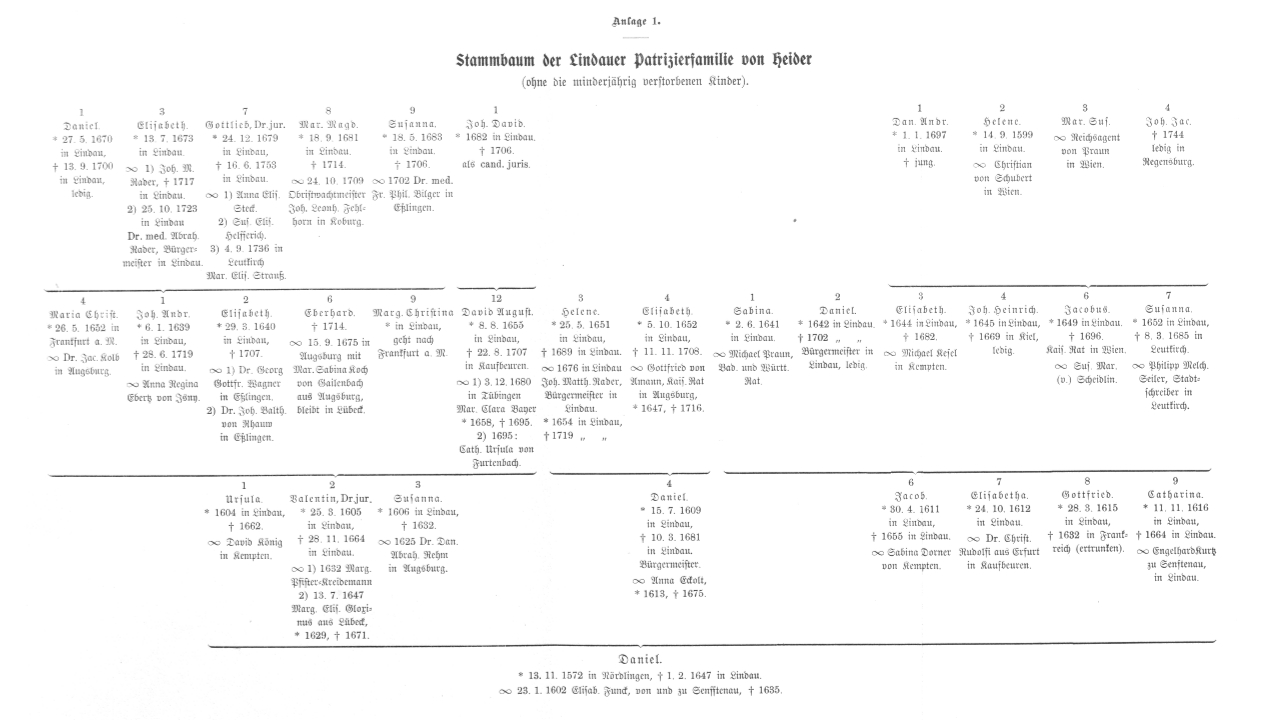
Valentin Heiders Familie: von ihm stammt der linke Teil des Stammbaums ab

In erster Ehe war Valentin Heider ab 1632 mit Margarethe Pfister genannt Kreidenmann verheiratet. Sie war die Tochter des Lindauer Handelsherrn Ludwig Kreidenmann und starb 1645. Das Geschlecht, zu dem auch der Esslinger Stadtsyndikus und Ritterschaftsrat Johann Konrad Kreidenmann gehörte, hieß „Pfister genannt Kreidenmann“ -oft wurde dieselbe Person auch mal Pfister, mal Kreidenmann genannt, und war in Lindau bereits 1331 urkundlich, gehörte zur Patriziergesellschaft Zum Sünfzen aber erst nach 1700. Der Lindauer Rats- und Handelsherr Ludwig Pfister genannt Kreidenmann (1542–1596) hatte 1574 von Kaiser Maximilian II. einen Wappenbrief erhalten.
In zweiter Ehe heiratete Valentin Heider 1647 in Osnabrück Margaretha Elisabeth Gloxin (1629–1671), Tochter des Lübecker Bürgermeisters David Gloxin, den er als Lübecker Syndikus und Gesandten beim Westfälischen Frieden kennengelernt hatte.
Aus erster Ehe stammten 11 Kinder, wovon bis auf zwei jung verstarben:

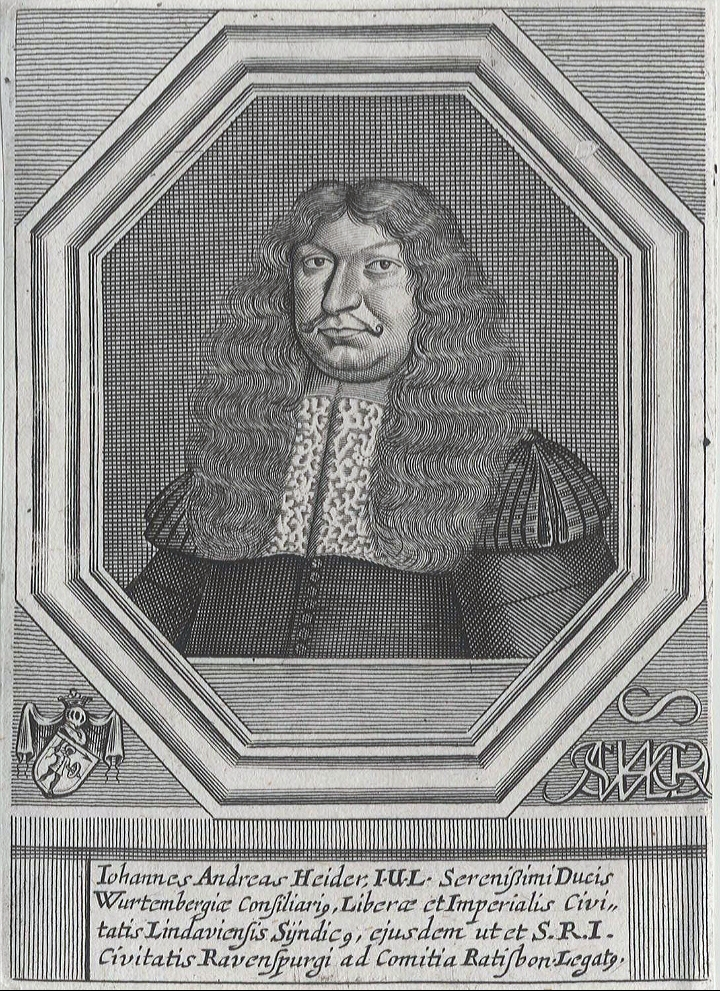
Johann Andreas Heider, der älteste Sohn

1. Johann Andreas Heider, * 6. Januar 1639, † 28. Juni 1719, Herr zu Gitzenweiler Hof („von Heider zu Gitzenweiler“),[8] Ratsadvokat der Reichsstadt Lindau und herzoglich württembergischer Geheimer Rat, erhielt 1708 eine Adelsbestätigung nebst Wappenbesserung, ⚭ 1669 Anna Regina von Ebertz zu Isny
2. Elisabeth Heider, * 29. März 1640, † 15. Juni 1707, ⚭ I. 1656 Georg Friedrich Wagner (1631–1672), Syndikus der Reichsstadt Esslingen, Sohn des Georg Wagner (1605–1661), Bürgermeister der Reichsstadt Esslingen, Gesandter zum Westfälischen Frieden sowie 1652 zum Reichstag in Regensburg,[9] ⚭ II. 1674 Johann Balthasar von Rhauw (1645–1709), aus Neustadt in Schlesien, Syndikus zu Esslingen. Seine Vaterstadt war Greifswald, er war auch kaiserlicher sowie herzoglich württembergischer Rat,[10] 1700, 1703 und 1706 Bürgermeister der Reichsstadt Esslingen.[11] 1706 rittermäßiger Reichsadelsstand für ihn und den Sohn Friedrich Balthasar, Konsulent der Reichsritterschaft.[12] Er war ein Sohn des Joachim Rhaw, Archidiakon am Dom St. Nikolai (Greifswald), Neffe des Theologieprofessors Balthasar Rhaw (II.) und Enkel des pommerschen Kanzlers Augustin Rhaw.[13]

Aus zweiter Ehe stammten acht Kinder:
1. Maria Christina Heider, * 16. Mai 1652 in Frankfurt am Main, † nach 1695,[14] bestattet zu St. Anna (Augsburg), ⚭ 1670 in Lindau[15] Johann Jacob Kolb (1639–1695), bestattet zu St. Anna in Augsburg, Referendar des Stadt- und Ehegerichts der Reichsstadt Augsburg, herzoglich sachsen-weimarischer sowie herzoglich holstein-plönischer Rat,[16] 1668 (seinem gleichnamigen Vater, dem Augsburger Syndikus und Ratskonsulenten, darin folgend) Gesandter der Hansestadt Lübeck auf dem Regensburger Reichstag[17]
2. Eberhard Heider, zog nach Lübeck, † 1714, ⚭ 1675 in Augsburg Maria Sabina Koch von Gailenbach (1650–1712), Tochter des Augsburger Patriziers Johannes Koch von Gailenbach
3. Tochter Heider, * und † in Osnabrück
4. Margarethe Christina Heider, * und † in Nürnberg
5. Margarethe Christina Heider, * in Lindau, ging nach Frankfurt am Main
6. Maria Elisabeth Heider, † jung
7. Johann Jacob Heider, † jung
8. David August Heider, * 8. August 1655 in Lindau, † 22. August 1707 in Kaufbeuren, herzoglich württembergischer Rat und Hofgerichtsassessor zu Tübingen,[18] Syndikus der Reichsstadt Kaufbeuren,[19] ⚭ I. 1680 in Tübingen Maria Clara Bayer (1658–1695), ⚭ II. 1695 in Lindau Catharina Ursula von Furtenbach[20]